# 李明晏
李明晏（Lee Meng Yean，1994年3月30日—），本名李明艷，馬來西亞女子羽毛球運動員。

## 簡歷
2011年7月，李明艷代表马来西亚参加印度勒克瑙举办的亞洲青年羽毛球錦標賽，在率先进行的团体赛，马来西亚队赢得银牌；而与青年期搭档的鄒美君的女双决赛以1比2（18-21、21-16、12-21）不敌印尼的苏琪·里基·安迪妮/蒂亚拉·罗萨莉娅·努莱达赫，赢得亚青赛女双亚军。同期7月，她与鄒美君出战新加坡羽毛球國際系列賽，在女双準决赛以1比2（14-21、22-20、12-21）不敌日本强档的下崎彩/馬上愛實。同年10月，她代表马来西亚参加臺灣桃園举办的世界青年羽毛球錦標賽，帮助马来西亚队赢得有史以来第一枚世青赛团体赛金牌。
2012年3月，李明艷与鄒美君出战芬蘭羽毛球公開賽，在女双决赛以1比2（19-21、21-12、16-21）不敌赛会2号种子、加拿大的亚历山德拉·布鲁斯/李文珊，赢得亚军。同年7月，她代表马来西亚参加韩国慶尚北道金泉市亞洲青年羽毛球錦標賽，在率先进行的团体赛，马来西亚队赢得铜牌；而与青年期搭档的鄒美君的女双準決賽以0比2（14-21、14-21）不敌赛会头号种子、韩国的申昇瓚/李紹希，赢得亚青赛女双季军。同年10月，她代表马来西亚参加日本千葉縣举办的世界青年羽毛球錦標賽，与青年期搭档的鄒美君的女双準決賽再次以0比2（6-21、12-21）不敌赛会2号种子、韩国的李紹希/申昇瓚，赢得世青赛女双季军。同年11月，她与鄒美君出战馬來西亞羽毛球國際挑戰賽，在女双决赛以2比0（21-13、23-21）击败了印尼的里琳·阿米莉亚/梅尔维拉·奥克拉莫纳，夺得其首个国际赛女双冠军。
2013年2月，李明艷與鄒美君合作打進奧地利羽毛球國際挑戰賽女雙決賽，以0比2（14-21、20-22）不敵日本組合新玉美鄉/樽野惠，僅得亞軍。同年7月，她代表马来西亚参加俄羅斯喀山举办的世界大學運動會羽毛球比賽，与搭档的鄒美君的女双赢得铜牌。
2014年9月，李明艷与鄒美君出战印尼羽毛球大師賽，在女双準决赛以0比2（19-21、13-21）不敌赛会4号种子、印尼的凯希亚·纽维塔·哈纳迪亚/德维·蒂卡·佩马塔萨里。
2015年12月，李明艷与林芸如出战孟加拉羽毛球國際挑戰賽，在女双决赛以0比2（15-21、19-21）不敌赛会头号种子、泰国强档的查亚倪·查拉查兰/帕泰玛斯·门翁，赢得亚军。
2016年3月，李明艷与鄒美君出战波蘭羽毛球公開賽，在女双决赛以0比2（7-21、17-21）不敌赛会头号种子、泰国强档的普蒂塔·素帕猜恭/沙西丽·德拉达那猜，赢得亚军。同年3月，她与鄒美君出战奧爾良羽毛球國際挑戰賽，在女双準决赛以0比2（11-21、14-21）不敌赛会头号种子、英格兰强档的希瑟·奥利弗/勞倫·史密斯。同年10月，她与鄒美君出战中華台北羽球大師賽，在女双準決賽以0比3（7-11、7-11、3-11）不敌赛会头号种子、日本强档的福島由紀/廣田彩花。
2017年8月，李明艷代表马来西亚参加本国举办的東南亞運動會羽毛球比賽，随队赢得女子团体赛银牌。同年9月，她与鄒美君出战越南羽毛球大獎賽，在女双準决赛以0比2（7-21、17-21）不敌赛会7号种子、印尼强档的德拉·德斯迪亚拉·哈里斯/里基·艾美莉雅·普拉蒂普塔。同年11月，她与鄒美君出战韓國羽毛球大師賽，在女双準决赛以1比2（21-14、7-21、12-21）不敌韩国强档的金昭映/孔熙容。
2018年1月，李明艷与鄒美君出战泰國羽毛球大師賽，在女双準决赛以1比2（21-18、13-21、17-21）不敌赛会头号种子、东道主的宗功攀·吉迪特拉恭/拉温达·巴宗哉。同年7月，她与鄒美君出战俄羅斯羽毛球公開賽，在女双决赛以0比2（11-21、18-21）不敌日本的星千智/中西貴映，赢得亚军。
2021年7月，李明艷与鄒美君出战2020年东京奥运会，第一轮以（21-14、21-14）不敌印尼组合格雷西婭·波利/阿普里亞尼·拉哈育，第二轮又以（21-17、15-21、8-21）不敌排名世界第一的福島由紀与廣田彩花的日本组合，第三轮则以（21-19、21-16）战胜来自英国的克洛伊·比爾切与勞倫·史密斯结束了奥运会的征程。
2022年1月，李明晏退出馬來西亞國家隊轉檔女雙教練。

## 主要比賽成績
只列出曾進入準決賽的國際賽事成績：
| 年份   | 賽事                     | 公開賽級別 | 項目     | 拍檔   | 成績   |
| ------ | ------------------------ | ---------- | -------- | ------ | ------ |
| 2011年 | 亞洲青年羽毛球錦標賽     | 其他       | 混合團體 | －     | 亞軍   |
| 2011年 | 亞洲青年羽毛球錦標賽     | 其他       | 女子雙打 | 鄒美君 | 亞軍   |
| 2011年 | 新加坡羽毛球國際系列賽   | 國際系列賽 | 女子雙打 | 鄒美君 | 準決賽 |
| 2011年 | 世界青年羽毛球錦標賽     | 其他       | 混合團體 | －     | 冠軍   |
| 2012年 | 芬蘭羽毛球公開賽         | 國際挑戰賽 | 女子雙打 | 鄒美君 | 亞軍   |
| 2012年 | 亞洲青年羽毛球錦標賽     | 其他       | 混合團體 | －     | 準決賽 |
| 2012年 | 亞洲青年羽毛球錦標賽     | 其他       | 女子雙打 | 鄒美君 | 準決賽 |
| 2012年 | 世界青年羽毛球錦標賽     | 其他       | 女子雙打 | 鄒美君 | 準決賽 |
| 2012年 | 馬來西亞羽毛球國際挑戰賽 | 國際挑戰賽 | 女子雙打 | 鄒美君 | 冠軍   |
| 2013年 | 奧地利羽毛球國際挑戰賽   | 國際挑戰賽 | 女子雙打 | 鄒美君 | 亞軍   |
| 2013年 | 世界大學運動會羽毛球比賽 | 其他       | 女子雙打 | 鄒美君 | 铜牌   |
| 2014年 | 馬來西亞羽毛球黃金大獎賽 | 黃金大獎賽 | 女子雙打 | 林芸如 | 準決賽 |
| 2014年 | 印尼羽毛球大師賽         | 黃金大獎賽 | 女子雙打 | 鄒美君 | 準決賽 |
| 2015年 | 孟加拉羽毛球國際挑戰賽   | 國際挑戰賽 | 女子雙打 | 林芸如 | 亞軍   |
| 2016年 | 波蘭羽毛球公開賽         | 國際挑戰賽 | 女子雙打 | 鄒美君 | 亞軍   |
| 2016年 | 奧爾良羽毛球國際挑戰賽   | 國際挑戰賽 | 女子雙打 | 鄒美君 | 準決賽 |
| 2016年 | 中華台北羽球大師賽       | 大獎賽     | 女子雙打 | 鄒美君 | 準決賽 |
| 2016年 | 馬來西亞羽毛球國際挑戰賽 | 國際挑戰賽 | 女子雙打 | 鄒美君 | 冠軍   |
| 2016年 | 澳門羽毛球黃金大獎賽     | 黃金大獎賽 | 女子雙打 | 鄒美君 | 準決賽 |
| 2017年 | 東南亞運動會羽毛球比賽   | 其他       | 女子團體 | －     | 銀牌   |
| 2017年 | 越南羽毛球大獎賽         | 大獎賽     | 女子雙打 | 鄒美君 | 準決賽 |
| 2017年 | 韓國羽毛球大師賽         | 大獎賽     | 女子雙打 | 鄒美君 | 準決賽 |
| 2018年 | 泰國羽毛球大師賽         | 超級300賽  | 女子雙打 | 鄒美君 | 準決賽 |
| 2018年 | 俄羅斯羽毛球公開賽       | 超級100賽  | 女子雙打 | 鄒美君 | 亞軍   |
| 2018年 | 西德·莫迪羽毛球國際賽    | 超級300賽  | 女子雙打 | 鄒美君 | 冠軍   |
| 2019年 | 印度羽毛球公開賽         | 超級500賽  | 女子雙打 | 鄒美君 | 亞軍   |
| 2019年 | 東南亞運動會羽毛球比賽   | 其他       | 女子團體 | －     | 銅牌   |
| 2019年 | 東南亞運動會羽毛球比賽   | 其他       | 女子雙打 | 鄒美君 | 銅牌   |
| 2020年 | 亞洲羽毛球團體錦標賽     | 其他       | 女子團體 | －     | 季軍   |
| 2020年 | TOYOTA泰國羽毛球公開賽   | 超級1000賽 | 女子雙打 | 鄒美君 | 準決賽 |
| 2020年 | 世界羽聯世界巡迴賽總決賽 | 總決賽     | 女子雙打 | 鄒美君 | 準決賽 |
| 2021年 | 瑞士羽毛球公開賽         | 超級300賽  | 女子雙打 | 鄒美君 | 準決賽 |

| 2007-2017年 | 首要超級賽 | 超級賽 | 黃金大獎賽 | 大獎賽 | 國際挑戰賽 | 國際系列賽 | 未來系列賽 | 其他 |

| 2018-2026年 | 總決賽 | 超級1000賽 | 超級750賽 | 超級500賽 | 超級300賽 | 超級100賽 | 國際挑戰賽 | 國際系列賽 | 未來系列賽 | 其他 |

### 奧運會和世錦賽參賽紀錄
|          | 搭檔   | 2014 | 2015 | 2016 | 2017 | 2018 | 2019 | 2020       |
| -------- | ------ | ---- | ---- | ---- | ---- | ---- | ---- | ---------- |
| 女子雙打 | 林芸如 | 32強 | 32強 | －   | －   | －   | －   | －         |
| 女子雙打 | 鄒美君 | －   | －   | －   | －   | 16強 | 16強 | 小組第三名 |